# Anopheles quadrimaculatus
Anopheles quadrimaculatus är en art i släktet malariamyggor som återfinns i den nearktiska djurgeografiska regionen. Myggans larver förekommer i vatten, där de livnär sig på mikroorganismer. Som vuxna, flygande myggor äter såväl hanarna som honorna nektar, men honorna behöver dessutom blod från däggdjur för att kunna utveckla ägg. Arten är en så kallad biologisk vektor för spridningen av malaria bland människor. Bland de arter av malariamyggor som förekommer i USA är A. quadrimaculatus den historiskt sett allra vanligaste vektorn för sjukdomen, där den smittade människor så sent som 2005.

## Utbredning
Arten förekommer i norra och östra Kanada och Mexiko, samt i östra USA från North Dakota i norr till Texas i söder, och därifrån vidare österut till Florida.

## Habitat
Anopheles quadrimaculatus förekommer i många olika akvatiska miljöer, såsom i dammar, bäckar, myrar, kärr och andra stillastående vatten. Arten återfinns ibland också i mycket små och synnerligen temporära vattensamlingar, såsom i håligheter i träd, i bladveck på växter, samt i konstgjorda behållare som exempelvis lerkrukor.

## Fortplantning
Honorna lägger äggen ett och ett på vattenytan i lugna vattendrag, gärna där det finns vattenväxter. Äggen är avlånga, och har ett par luftfyllda flytkroppar på varje långsida som håller dem flytande. Den sistnämnda egenskapen delar arten endast med ett mycket litet antal andra malariamyggor, exempelvis A. farauti. Äggen kläcks efter två till tre dygn efter äggläggningen. Varken ägg eller larver tål uttorkning.